# Aurelio Vásquez
Aurelio Enrique Vásquez Valenzuela (* 21. November 1942 in Santiago; † 3. August 2019 in Recoleta) war ein chilenischer Fußballspieler. Der Linksaußen spielte für Vereine in Chile und Bolivien.

## Karriere

### Verein
Aurelio Vásquez, auch Toscanito in Anlehnung an den argentinischen Schauspieler aus dem Film Pelota de trapo  genannt, spielte anfangs in der Segunda División bei Deportes La Serena und in einer regionalen Liga bei Fatucen. 1961 wechselte er in die Primera División zu Audax Italiano. 1966 ging er zu den Santiago Wanderers. Im Derby gegen Everton verletzte sich Torwart Omar Aránguiz, Toscanito Vásquez übernahm diese Position und brachte den 2:1-Erfolg über die Zeit.
1967 bis 1969 lief Vásquez für Santiago Morning auf, mit dem er 1969 in die Segunda División abstieg. Ein Wechsel nach Mexiko scheiterte und Vásquez begann als Fahrer beim Markt Vega Central in Recoleta zu arbeiten. Nach vier Jahren abseits des Fußballs zog es den Offensivakteur nach Bolivien, wo er für Club 31 de Octubre, Ingenieros de Oruro und zuletzt für Club Blooming spielte.

### Nationalmannschaft
Aurelio Vásquez wurde von Nationaltrainer Francisco Hormazábal 1965 in den Kader berufen, kam allerdings nicht zum Einsatz.